# Карамуса
Карамуса (на гръцки: Μωσαϊκό, Мосаико, катаревуса: Μωσαϊκόν, Мосаикон) е село в Република Гърция, разположено на територията на дем Ясъкьой (Аязма), ном Родопи.

## История
Според статистиката на Любомир Милетич към 1912 година в Карамуса живеят 36 помашки семейства.